# Estación Mellunmäki

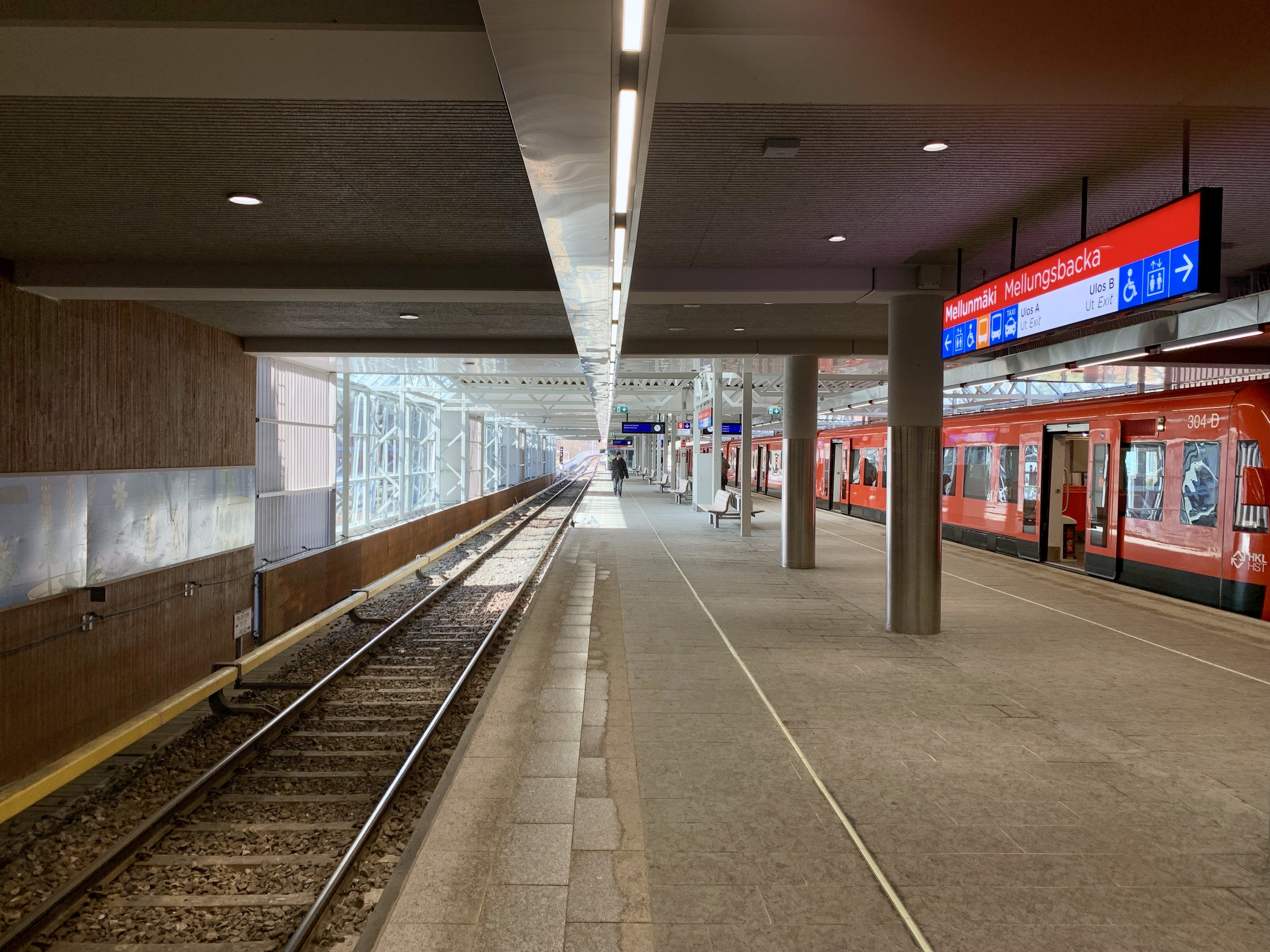
Estación Mellunmäki.

La Estación Mellunmäki (en finlandés Mellunmäen metroasema; en sueco Metrostationen Mellungsbacka) es una estación del Metro de Helsinki. Sirve al distrito de Mellunmäki, en el este de Helsinki. Es la terminal final de la línea norte.
La estación fue abierta el 1º de septiembre de 1989. Fue diseñada por el bureau de arquitectos Toivo Karhunen Oy. Se encuentra a 1,644 km de la Estación Kontula. La terminal final opuesta, la Estación Ruoholahti, está a una distancia aproximada de 17 km.
- Datos: Q2290795
- Multimedia: Mellunmäki metro station / Q2290795